# Jérez del Marquesado
Jérez del Marquesado er en by og kommune i det sydøstlige Spanien i provinsen Granada. Den har et indbyggertal på 990 (2024) indbyggere.